# Præstø
 Denne artikel omhandler byen Præstø. Opslagsordet har også en anden betydning, se Præstø (ø).
Præstø er en havneby og tidligere købstad på Sydsjælland med 3.880 indbyggere  (2024), beliggende 20 km syd for Faxe, 25 km sydøst for Næstved og 17 km nordøst for Vordingborg. Byen hører til Vordingborg Kommune og ligger i Region Sjælland.
Præstø hører til Præstø Sogn, og Præstø Kirke ligger i byen. Den forholdsvis store kirke med to skibe var tidligere en del af et kloster, der tilhørte Antoniterordenen.

## Historie

### Oprindelse
Præstø blev anlagt på en ø, som havde bro over til Sjælland, og blev først landfast i begyndelsen af det 19. århundrede.
Man har betragtet det som usikkert, hvoraf den første del af navnet kommer, men stednavneforskningen mener nu, at det sigter til, at Præstø indtil midten af 1300-tallet ejedes af Skovkloster, det senere Herlufsholm Gods i Næstved.
Byen har en naturhavn ved Præstø Fjord, som skærmes mod Faxe Bugt af den langstrakte halvø Feddet. Præstø blev anløbet af mange hanseatiske skibe og handlede flittigt på det skånske sildemarked.

### Middelalderen
Præstø hører ikke til landets ældste byer. Navnet forekommer første gang i 1353, da Skovkloster – det senere Herlufsholm – blandt andet afstod "Præstø med sit Fang" til Valdemar Atterdag for at blive fri for gæsteri, og byen fik i 1403 sine første privilegier af Erik af Pommern, idet han tilstod bymændene i Præstø alle de friheder og privilegier, som hans forgængere havde indrømmet borgerne i Roskilde. Byen stod vist tidligst i forbindelse mod vest med det omliggende land ved en træbro, Vesterbro, som holdt sig til begyndelsen af det 19. århundrede, da den afløstes af en fast dæmning (den vestlige del af Adelgade, der er anlagt i den nye tid, bærer navnet Vesterbro). Mod øst over Tubæk Å blev der først langt senere forbindelse; her foregik overfarten ved både eller vogne, eller man passerede ad store sten ved lavvande. Senere blev der bygget en træbro, Østerbro, men den blev solgt ved auktion i 1784, og overfarten foregik da som før indtil den nye dæmning, der fører til Skibinge, blev opført i 1819.
Byens betydning i middelalderen var kun ringe og knyttede sig især til Sankt Antonii Kloster, der lå nordvest for kirken på Klosternakke. Dets grundlæggelse skyldes Christian I, som i 1470 skænkede Antoniterne i Morkjær i Angel "Vor Frue Kirke i Præstø" med tilhørende præstegård for at de der kunne stifte en filial – senere lå byens præstegård i Grønnegade, indtil den i 1732 blev solgt ved auktion. Først i 1474 blev kirkens forening med Morkjær dog retsligt anerkendt. Klosteret stod i stærkt afhængighedsforhold til Morkjær; munkene måtte årligt betale en større afgift dertil i korn og penge, og for at bringe denne til veje såvel som for selv at skaffe sig underhold gik de tiggergang i Roskilde og Lunde Stifter. Forskellige gaver af anden art tilflød dog også klosteret; således betænkte Jørgen Gøye det i 1474 i sit testamente med 10 mark, fru Ingerd Bille skænkede det en gård i Øllerup i Øster Flakkebjerg Herred, og kong Hans henlagde i 1504 Beldringe Kirke i Bårse Herred til det, hvorefter munke fra klosteret betjente præsteembedet her. Markvard Nielsen lod sig i 1476 optage i ordenens broderskab, og det samme gjorde Anders Billes hustru, fru Pernille Krognos i 1511. På reformationstiden var klosteret meget fattigt; i 1532 måtte det "af Nød og Trang" sælge en gård i København i Lille Pilestræde (Antonistræde), hvori de terminerende brødre havde deres tilhold, og omtrent samtidig afhændede det gods i Øllerup og andre steder.

### Renæssancen
Omkring 1536 blev klosteret ophævet; et par af munkene blev evangeliske præster. Klosterkirken blev byens sognekirke; i 1560 fik borgerne 7 af klosterets boder, som de skulle bygge og forbedre, og landgilden deraf skulle bruges til vin og brød for sognepræsten. Samtidig blev det tilladt at nedbryde Sankt Gertruds Kapel, der lå i byens vestlige udkant og vistnok stammede fra oprettelsen af klosteret, og anvende materialet til forbedring af sognekirken (muligvis stammer den nye del af kirken fra denne tid). I 1563 fik lensmanden på Jungshoved Bjørn Kaas befaling til at lade "nedtage det øde Kloster udi Præstø saa nær som paa Kirken". 41.000 mursten derfra anvendtes ved Københavns Slot.
Byen var ikke betydelig ved den nye tids begyndelse. I 1551 havde den slet ingen skole; i 1557 fik borgerne fritagelse for at betale byskat i de næste 3 år "for at de desbedre kunde komme til Næring og forbedre deres By". Også i Karl Gustav-krigene 1658-60 led den en del. Byen blev i 1600-tallet ramt af stormflod, flere store brande og svenskernes belejring. Svend Gønges Torv og Svend Gønges Vej er opkaldt efter "Gøngehøvdingen" Svend Poulsen Gønge, som sammen med sine snaphaner kæmpede mod de svenske soldater på Stevns, Præstø- og Køge-egnen i 1658-59.

### Under enevælden
Byens fremgang blev desuden hæmmet ved hærgende ildebrande, således i 1658, 1670, 1711, da der brændte 28 gårde og huse, 1750, da den østlige del, og 1757, da den vestlige del brændte. I 1711 blev den hjemsøgt svært af pesten (bragt hertil med en skipper fra København 20. august), idet der døde 89 mennesker. I 1672 havde den 435 indbyggere, i 1769 var tallet sunket til 379. I det 19. århundrede gik byen betydeligt frem, især ved sin ret anselige handel med flæsk og korn. Indtil 1740 havde Præstø en latinskole, der havde lokale i et hus på kirkegården; den var dog meget ubetydelig og hørte til de skoler, som ikke kunne dimittere til universitetet. I det 18. århundrede var byen garnisonssted for en eskadron af det sydsjællandske Dragonregiment, der havde station i de såkaldte kongelige barakker på Klosternakke.
Den driftige købmand H.C. Grønvold etablerede i begyndelsen af 1800-tallet et sildesalteri, og han fik opbygget en betydelig korneksport. Broen til Sjælland blev afløst af en dæmning, og en ny bro mod sydøst over Tubæk stod færdig i 1819. Grønvold fik opført Præstø Rådhus i 1823.

### Den tidlige industrialisering
Præstøs befolkning var stigende i slutningen af 1800-tallet, men stagnerede i begyndelsen af 1900-tallet: 951 i 1850, 1.154 i 1855, 1.298 i 1860, 1.413 i 1870, 1.460 i 1880, 1.500 i 1890, 1.497 i 1901, 1.469 i 1906 og 1.527 i 1911.
I Præstø blev der afholdt marked 2. tirsdag i hver måned med heste, kvæg, får og svin.
Af fabrikker og industrielle anlæg fandtes i 1855 flere brændevinsbrænderier, jernstøberi, bomuldsvæveri og skibsbyggeri. I 1872 fandtes desuden tobaksfabrik, to garverier og bogtrykkeri. Omkring år 1900 fandtes der Antonii Bayersk- og Hvidtølsbryggeri, damp-, save- og høvleværk og dampbrænderi samt jernstøberi og maskinfabrik med omtrent 35 arbejdere.
I Præstø blev udgivet en avis: "Præstø Folkeblad".
Efter næringsveje fordeltes folkemængden i byen i 1890 i følgende grupper, omfattende både forsørgere og forsørgede: 189 levede af immateriel virksomhed, 617 af håndværk og industri, 358 af handel og omsætning, 52 af søfart, 32 af fiskeri, 54 af jordbrug, 4 af gartneri, mens 125 fordeltes på andre erhverv, 51 levede af deres midler, 14 nød almisse, og 4 var i fængsel. I landdistriktet var fordelingen samme år: 13 levede af immateriel virksomhed, 51 af jordbrug, 2 af gartneri, 3 af søfart, 30 af håndværk og industri, 9 af handel, 4 af andre erhverv, og 2 nød almisse. Ifølge en opgørelse i 1906 var indbyggertallet 1.469, heraf ernærede 153 sig ved immateriel virksomhed, 63 ved landbrug, skovbrug og mejeridrift, 28 ved fiskeri, 583 ved håndværk og industri, 379 ved handel med mere, 156 ved samfærdsel, 59 var aftægtsfolk, 32 levede af offentlig understøttelse og 16 af anden eller uangiven virksomhed.
Da byens tidligere skole blev for lille, opførte man i 1895 skolebygningen på Klosternakken 4. Bygningen blev udvidet med 1. og 2. sal i 1904 og husede i mange år Præstø Folke-, Mellem- og Realskole.
Præstø fik endestation på Præstø-Næstved Jernbane, som blev åbnet i 1900 og blev kaldt Præstøbanen. Stationen lå kun 150 m fra havnen, og i 1909 blev der anlagt en havnebane, hvorved Præstø til dels blev havneby for Næstved. I 1913 blev banen forlænget til Mern og skiftede navn til Næstved-Præstø-Mern Banen. Den blev nu kaldt Mernbanen, men havde stadig hovedkontor og værksteder i Præstø.
I 1919 blev Præstø Politikreds oprettet. Den eksisterede frem til 1973.

### Mellemkrigstiden
Gennem mellemkrigstiden var Præstøs indbyggertal nærmest stagnerende: i 1921 1.470, i 1925 1.539, i 1930 1.442, i 1935 1.401, i 1940 1.425 indbyggere. Men samtidig skete der en vækst i forstaden Nysøhuse i Præstø Landdistrikt og i Skibinge Hestehave i Skibinge Sogn, hvor der bosatte sig en række personer med arbejde i Præstø.
| År                   | 1921  | 1925  | 1930  | 1935  | 1940  |
| -------------------- | ----- | ----- | ----- | ----- | ----- |
| Præstø købstad       | 1.470 | 1.539 | 1.442 | 1.401 | 1.425 |
| Nysøhuse med flere   | -     | -     | 147   | 148   | 164   |
| Skibinge Hestehave   | -     | -     | 282   | 243   | 254   |
| Præstø med forstæder | 1.470 | 1.539 | 1.871 | 1.792 | 1.843 |

Ved folketællingen i 1930 havde Præstø 1.442 indbyggere, heraf ernærede 137 sig ved immateriel virksomhed, 388 ved håndværk og industri, 339 ved handel mm, 162 ved samfærdsel, 119 ved landbrug, skovbrug og fiskeri, 155 ved husgerning, 128 var ude af erhverv og 4 havde ikke oplyst indkomstkilde.
| Næringsveje                   | Landbrug m.v. | Håndværk, industri | Handel og omsætning | Transport | Immateriel virksomhed | Hus- gerning | Ude af erhverv | Uangivet | I alt |
| ----------------------------- | ------------- | ------------------ | ------------------- | --------- | --------------------- | ------------ | -------------- | -------- | ----- |
| Præstø købstad                | 119           | 388                | 339                 | 162       | 137                   | 155          | 128            | 14       | 1.442 |
| forstad i Præstø Landdistrikt | 11            | 57                 | 29                  | 12        | 9                     | 8            | 17             | 4        | 147   |
| Skibinge Hestehave            | 138           | 48                 | 24                  | 28        | 6                     | 10           | 28             | 0        | 282   |
| Tubæk og Rosager              | 37            | 26                 | 9                   | 6         | 2                     | 2            | 13             | 0        | 95    |
| Præstø med forstæder          | 305           | 519                | 401                 | 208       | 154                   | 175          | 186            | 18       | 1.966 |

Trods jernbanen var byens udvikling og befolkningstilvækst meget beskeden i første halvdel af 1900-tallet. I 1920'erne havde byen næsten ikke bredt sig uden for den oprindelige ø, kun lidt mod sydvest. Kvartererne syd for Tubæk og østpå langs fjorden er først opstået omkring 1930.

### Efterkrigstiden
Efter 2. verdenskrig fortsatte Præstø sin stagnerende befolkningsudvikling. I 1945 boede der 1.516 indbyggere i købstaden, i 1950 1.602 indbyggere, i 1955 1.567 indbyggere, i 1960 1.528 indbyggere og i 1965 1.706 indbyggere. I landdistriktet voksede Nysøhuse, Ny Esbjerg og Rødeled som forstæder og i Skibinge kommune voksede forstaden Skibinge Hestehave.
| År                   | 1945  | 1950  | 1955  | 1960  | 1965  |
| -------------------- | ----- | ----- | ----- | ----- | ----- |
| Præstø købstad       | 1.516 | 1.602 | 1.567 | 1.528 | 1.706 |
| Nysøhuse med flere   | 172   | 147   | 145   | 139   | 126   |
| Skibinge Hestehave   | 246   | 262   | 345   | 359   | 382   |
| Præstø med forstæder | 1.934 | 2.011 | 2.057 | 2.026 | 2.214 |

Præstø Havnebane, som havde mistet sin betydning efter at Næstved fik sin egen havn i 1938, blev nedlagt i 1959, og i 1961 fulgte resten af Mernbanen efter. Den monumentale stationsbygning er bevaret på Jernbanegade 2, og i den anden ende af gaden (ud mod Nysøvej) er remisen med vandtårn og værkstedsbygning bevaret. Et kort stykke af banens tracé er bevaret som cykelsti mellem Ny Esbjergvej og Tubæk Møllevej.
Som følge af Præstøs udvikling i efterkrigstiden blev Abildhøjskolen bygget i den sydlige del af byen i 1963. Skolen på Klosternakken blev så solgt til Regnecentralen og fungerede som fabrik i godt 10 år, hvorefter Præstø Kommune generhvervede den og etablerede Klosternakkeskolen med undervisning op til 6. klassetrin.

### Præstø Kommune
Ved kommunalreformen i 1970 bortfaldt begrebet købstad, og Præstø Købstad indgik sammen med de omkringliggende sognekommuner Allerslev, Beldringe, Bårse, Jungshoved og Skibinge i Præstø Kommune, som ved kommunalreformen i 2007 indgik i Vordingborg Kommune.
Byen kunne fejre 600-års jubilæum med besøg af Dronning Margrethe og Prins Henrik i 2003.
I 2011 besluttede Vordingborg byråd at sammenlægge Præstøs to skoler. Efter protester blev nedlæggelsen af Klosternakkeskolen dog udsat til 2014, så den i et par år lagde lokaler til Præstø Skoles undervisning på mellemtrin. Det gav tid til at en gruppe borgere kunne omdanne den til privatskole i samarbejde med en investor, der købte bygningen. Den 7. juli 2014 blev bygningen overdraget til Præstø Privatskole, som startede med undervisning på 0.-6. klassetrin, men tilføjede et klassetrin hvert år, så der var fuld overbygning til 9. klassetrin i 2017. Skolen har 201 elever og er et-sporet med en klassestørrelse på ca. 20. Skolen har 2-3 spor med godt 500 elever, fordelt på 0.-9. klasse, med skoleklub for 0.-6. klasse.
Ved en kraftig stormflod i oktober 2023 brød en sluseport sammen i Tubæk Ås udløb, hvilket resulterede store oversvømmelser i den centrale af byen.

## Erhverv
Midt i den gamle bydel ligger Adelgade, hvor størstedelen af byens detailhandel med mange specialforretninger er samlet. I den vestlige del af byen findes fire supermarkeder.
For enden af Klosternakken ligger Hotel Frederiksminde, der er restaureret i 2006-07 og ført tilbage til den originale romantiske stil fra 1890'erne. Hotellet har gourmetrestaurant, som siden 2003 har arbejdet sig op til stjernestatus. Den har fået 6 stjerner i Børsen og er en af de 6 slutnominerede som "Årets restaurant 2014" i Den danske Spiseguide. I 2017 modtog restauranten sin første stjerne i Michelinguiden i 2017, hvilket blev gentaget året efter.
Hotellet ejes af Ejendomsselskabet Stentoft A/S, som også har købt Klosternakkeskolen.
Præstø er hjemsted for superbil-udvikleren Zenvo, hvis første bil Zenvo ST1 blev præsenteret i 2009.

### Præstø Havn
Præstø Havn blev anlagt i 1827. Fredede pakhuse og den gamle toldbygning minder om havnens fortid som travl trafikhavn, hvor skibe sejlede i fast rutefart til og fra København med korn, tømmer og brændsel. Småskibsfarten ophørte i 1960'erne, og havnen blev omdannet til lystbådehavn, som nu har 300 bådpladser. Præstø Søsportscenter, der er et samarbejde mellem Vordingborg Kommune og Præstø Sejlklub, har haft ansvaret for havnen siden 1972. Sejlklubben driver også sejlerskole, og nordøst for havnen er der roklub, en kajak- og padleklub samt en badestrand.

## Kultur
Mellem Grønnegade og Klosternakken udvider gaden sig og bliver til Torvet. Disse brolagte gader er stort set holdt fri for forretningsfacader og udgør et autentisk gammelt bymiljø med mange bevaringsværdige bygninger og gadelygter i gammel stil.
For enden af Klosternakken ligger Frederiksminde anlæg 4-5 meter over vandoverfladen med udsigt over Præstø Fjord mod nord, øst og syd. På Frederiksminde anlægget ligger Frederiksminde Hotel og Restaurant, der i 2016 modtog sin første stjerne i Michelinguiden, som blev forsvaret i 2017 og 2018. Restauranten byder på mad i kategorien nyt nordisk køkken.
Danmarks ældste fungerende pottemageri blev etableret i Præstø i 1888, men 10 år senere flyttet til Rødeled uden for byen.
1 km nordvest for byen ligger herregården Nysø, der har et museum med skulpturer, som billedhuggeren Bertel Thorvaldsen udførte her i sine sidste 6 leveår.

## Galleri
- Bykort fra år 1900
- Købstadsjubilæum i Adelgade
- Præstø Kirke
- Torvet
- Gadeparti
- Vue mod Præstø Havn
- Pakhus på Havnepladsen
- Præstø Strand
- Præstø Station
- Remisen med vandtårn
- Bydel ved Næbskoven
- Den Borgerlige Velgørenheds Stiftelse.
- Præstø Rådhus
- Grundtvigs Hus.